# Penam
PENAM, a. s. je pekárenská firma patřící do Agrofert Holdingu, a. s. Vznikla v roce 1999 sloučením menších společností, v roce 2004 ji koupil Agrofert Andreje Babiše. Za rok 2017 společnost vykázala celkové tržby 3,6 miliardy korun. K roku 2019 byla největší ve svém oboru na českém trhu, když ovládala 30% tržní podíl, v některých segmentech i větší.
V roce 2018 firma obdržela od ministerstva průmyslu evropskou dotaci ve výši 100 milionů Kč. V roce 2020 však Evropská komise s definitivní platností oznámila, že tuto dotaci neproplatí.

## Historie
Společnost PENAM spol. s r.o. byla zapsána do obchodního rejstříku vedeného Krajským soudem v Brně, oddílu C., vložky 6953, dne 11. srpna 1992. Předmětem podnikání bylo podle výpisu z obchodního rejstříku, těstárenská výroba, koupě zboží za účelem jeho dalšího prodeje a prodej, mlynářství, poradenská činnost v oblasti zemědělství a výroby potravin, pekařství, cukrářství, silniční motorová doprava nákladní, výroba strojů pro potravinářskou výrobu a zpracování tabáku, obchodní živnost – koupě zboží za účelem jeho dalšího prodeje a prodej, zprostředkovatelská činnost (kromě činnosti, ke kterým je nutné zvláštní povolení) a další činnost. Název Penam získala k 1. lednu 2000 – původně se jmenovala Tero Rosice, s. r. o. a vznikla sloučením dvanácti mlýnských a pekárenských společností.
Společnost „Penam” vlastnilo v březnu 2004 prostřednictvím akcionářských podílů 37 fyzických osob, jejichž podíly se pohybovaly od 0,07 % do 18,86 %. Společnost Penam měla kapitálovou účast ve společnostech působících jako producenti pekárenských výrobků: Pekárny a cukrárny Šumperk, a.s. se sídlem Šumperk, Mader a synové, s.r.o. se sídlem Přerov, Hepek, s.r.o. se sídlem Brno, dále společnost Pekárna a cukrárna v Třebíči, a.s. a Cukrárna Martinov, spol. s r.o. se sídlem v Ostravě.
V září 2004 se stal vlastníkem Penamu Agrofert Holding, a. s. V srpnu 2005 změnila společnost právní formu ze společnosti s ručením omezeným na akciovou společnost. V roce 2007 se součástí Penamu stala pekárna KLS Klimentov, s. r. o. a proběhla výstavba provozu Pekárny Zelená louka v Herinku u Prahy. V roce 2008 se Penam rozrostl o mlýn v Brněnci (Nobrs, s. r. o.) a pekárnu v Českých Budějovicích (Pekast, a. s.).
V roce 2011 měla společnost Penam 13 pekařských provozů, 4 mlýny na území Čech a Moravy a provozovala na území Moravy 39 vlastních prodejen s názvem Pekařství „U Golema“. Ovládala 17 % trhu s pečivem v Česku a po firmě United Bakeries bratří Paříků (20 % trhu) byla českou dvojkou v oboru.
V roce 2014 rozšířil Agrofert své slovenské podnikání ve výrobě pečiva, provozované dosud pod hlavičkou Penam, o firmu Prvá Bratislavská Pekárenská (PBP). Firma byla koupena prostřednictvím společnosti Majetky s.r.o. (od 1. května 2014 zrušená). Již dříve zamezil akvizici celého koncernu United Bakeries Penamem slovenský antimonopolní úřad, nákup přes prostředníka tak měl opakování zákazu zamezit. Agrofert oponoval, že společný podíl Penamu a PBP na slovenském trhu ani tak nepřekračuje 20 %. Dnem 8. prosince 2017 byla PRVÁ BRATISLAVSKÁ PEKÁRENSKÁ a.s. vymazána z obchodního rejstříku. K 1. lednu 2018 se stala po dokončení fúze PENAM SLOVAKIA, a.s. a PRVÁ BRATISLAVSKÁ PEKÁRENSKÁ a.s. nástupnickou společností PENAM SLOVAKIA, a.s.
V březnu 2019 se Ing. Jaroslav Kurčík, předseda představenstva a generální ředitel společnosti PENAM, a. s, v rozhovoru pro časopis Potravinářská Revue vyjádřil, že jednání s protimonopolním úřadem (ÚOHS) se blíží k závěru. Netajil se s tím, že Penamu (Agrofertu) jde také o získání tradiční značky Odkolek.
„Výhodou je také na trhu etablovaná a velmi silná tradiční značka Odkolek, kterou čeká v budoucnu další rozvoj. Tato značka by se měla dočkat rozšíření portfolia výrobků a výraznější marketingové komunikace.” - Ing. Jaroslav Kurčík, ředitel Penamu a člen představenstva Agrofertu
E15.cz, 11. října 2019
Už při prvním pokusu o získání společnosti ODKOLEK a.s. byl její název 22. července 2010 změněn na OK REST a.s. a stanovy vydané o měsíc dříve následně upraveny. Lucie Frederika Groene Odkolek, která na konci února 2019 založila Nadační fond na opravu hrobky rodiny Odkolků, se s United Bakeries (nyní již v holdingu Agrofert) o značku Odkolek od října 2019 soudí. Na začátku března 2019, kdy se dostavila k zápisu do nadačního rejstříku, musela doložit čestné prohlášení o souhlasu s užíváním jména Odkolek a potvrdit příslušnost k rodové linii, takže k zápisu došlo až 25. března 2019. Bezprostředně po schůzce s United Bakeries (dříve UB REAL ESTATE a.s.) byla právníkem jejich společnosti urychleně 19. března 2019 zapsána společnost s ručením omezeným pod názvem Odkolek a následně Groene Odkolek pod pohrůžkou žaloby vyzvána, aby jméno Odkolek z názvu nadace odstranila. Jednatelem nově založené společnosti Odkolek s.r.o. je od 22. října 2019 Ing. Jaroslav Kurčík, ředitel Penamu, od 3. května 2012 člen představenstva Agrofertu a od 21. června 2019 předseda představenstva United Bakeries.
Český Úřad pro ochranu hospodářské soutěže v květnu 2019 rozhodl, že Agrofert prostřednictvím Penamu, ovládajícího v té době době již 30 % českého trhu, může nakoupit United Bakeries jako druhou největší firmu s tržním podílem 15 % a prodávanými značkami jako Delta, Odkolek či Cerea, pokud odprodá několik svých závodů, aby bylo zachováno konkurenční prostředí. Společnost usilovala o nákup United Bakeries prostřednictvím jejího 100% akcionáře UB Holding, který dosud ovládala lucemburská rodinná firma Moulins de Kleinbettingen. Penam v té době provozoval 11 pekáren a 4 mlýny převážně na Moravě, United Bakeries 13 pekáren převážně v Čechách.
Spojení Agrofertu s UB HOLDING a.s. bylo povoleno na základě předloženého projektu k rozdělení společnosti PENAM a.s. formou odštěpením sloučením s nástupnickou společností PEK GROUP a.s. a to do 1. ledna 2020. Po dokončení fúze se United Bakeries a.s. stala členem koncernu Agrofert, ovládaného skrze svěřenské fondy Andrejem Babišem.

## Dotace na toastovou linku
Dne 20. listopadu 2018 obdržel Penam od ministerstva průmyslu evropskou dotaci ve výši 100 milionů Kč na „inovační linku na výrobu toastového chleba“ ve středočeské obci Herink. Projekt vznikal a byl schvalován českými úřady v době, když už byl Andrej Babiš vicepremiérem.
Hodnotitelé Evropské komise pak ale upozornili na to, že „inovované“ tousty nebyly nové ani na trhu, ani ve skupině Agrofert, a české úřady neměly proto peníze EU přidělit. V listopadu 2020 Evropská komise vydala definitivní stanovisko, že 100 milionů Kč neproplatí.
Ministerstvo zatím případ neuzavřelo a není tak jasné, zda bude po Agrofertu vymáhat dotaci zpět. Firma s vrácením dotace nesouhlasí.